# Neuschönau
Neuschönau – miejscowość i gmina w Niemczech, w kraju związkowym Bawaria, w rejencji Dolna Bawaria, w regionie Donau-Wald, w powiecie Freyung-Grafenau. Leży około 10 km na północny zachód od miasta Freyung, przy granicy z Czechami. Częściowo na terenie gminy znajduje się Park Narodowy Lasu Bawarskiego.

## Demografia
Dane o ludności z 31 grudnia 2008:
| Opis                                | Ogółem | Ogółem | Kobiety | Kobiety | Mężczyźni | Mężczyźni |
| ----------------------------------- | ------ | ------ | ------- | ------- | --------- | --------- |
| Jednostka                           | osób   | %      | osób    | %       | osób      | %         |
| Populacja                           | 2341   | 100    | 1174    | 50,15   | 1167      | 49,85     |
| Wiek przedprodukcyjny (0–17 lat)    | 468    | 19,99  | 220     | 9,4     | 248       | 10,59     |
| Wiek produkcyjny (18–65 lat)        | 1458   | 62,28  | 721     | 30,8    | 737       | 31,48     |
| Wiek poprodukcyjny (powyżej 65 lat) | 415    | 17,73  | 233     | 9,95    | 182       | 7,77      |

## Polityka
Wójtem jest Heinz Wolf z FWG, rada gminy składa się z 14 osób.
|      | CSU | SPD | FWG | Razem |
| 2008 | 6   | 3   | 5   | 14    |
| 2002 | 6   | 3   | 5   | 14    |

## Atrakcje
Ścieżka przyrodnicza "Na wierzchołek drzewa".

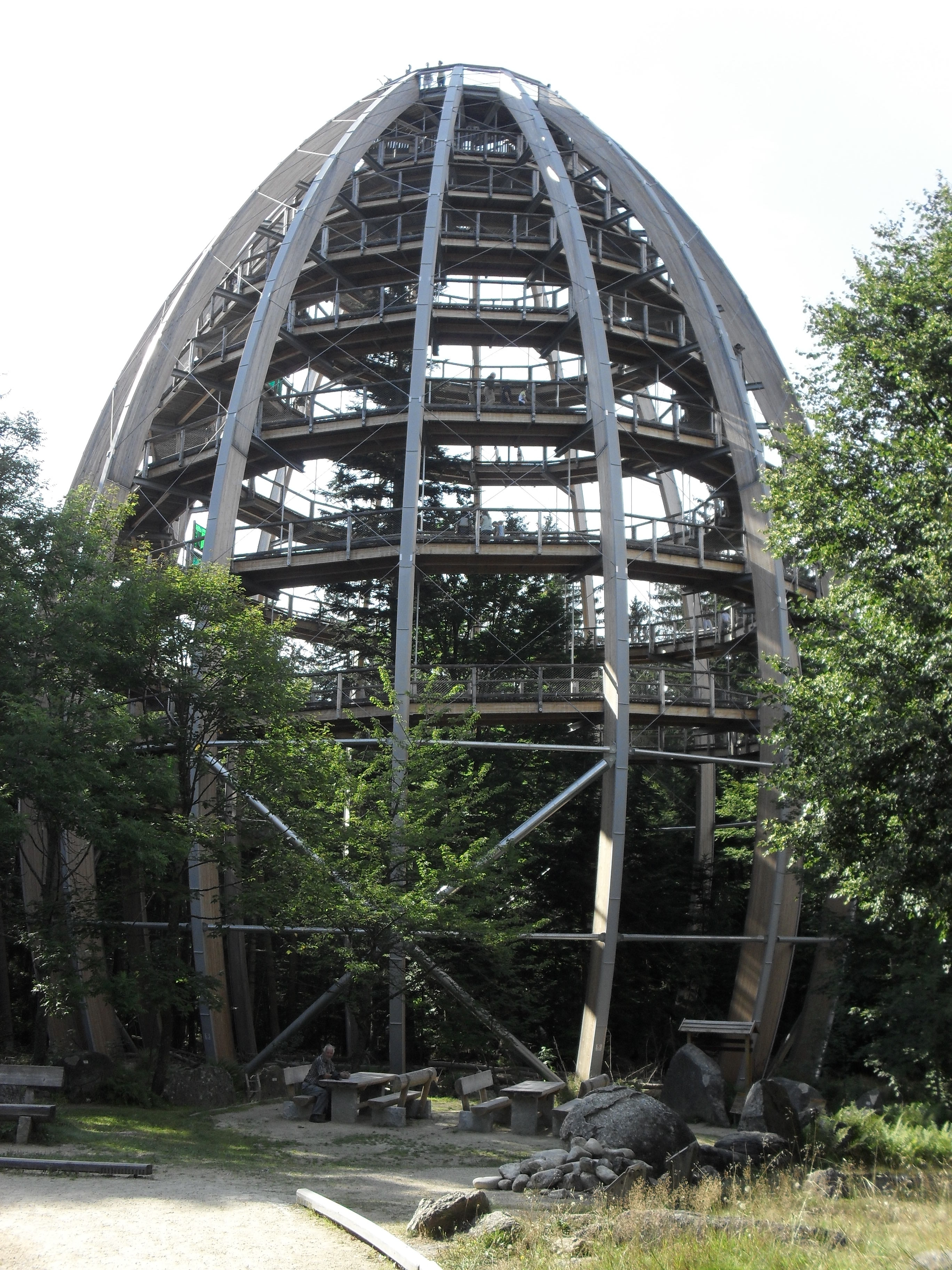
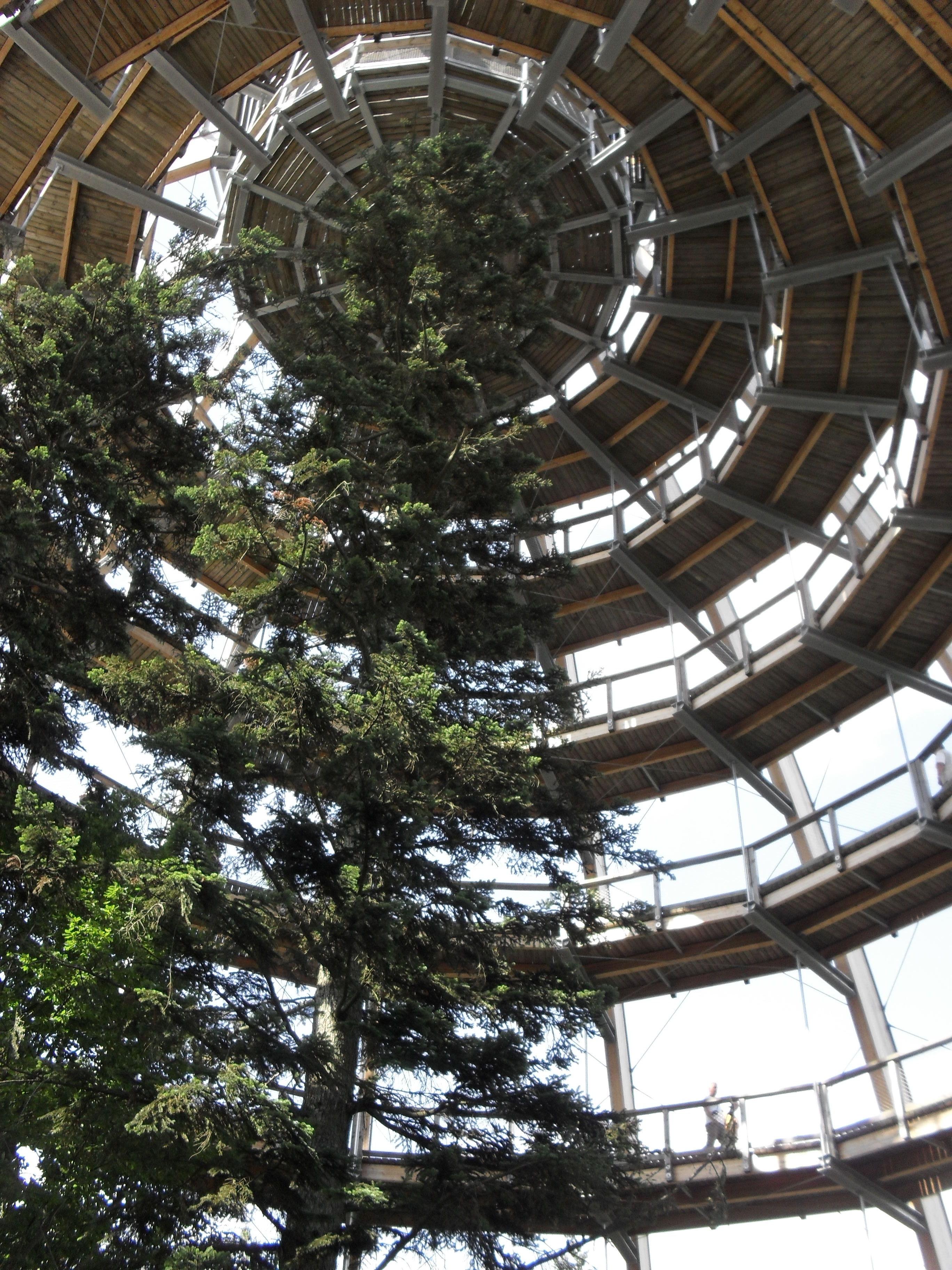
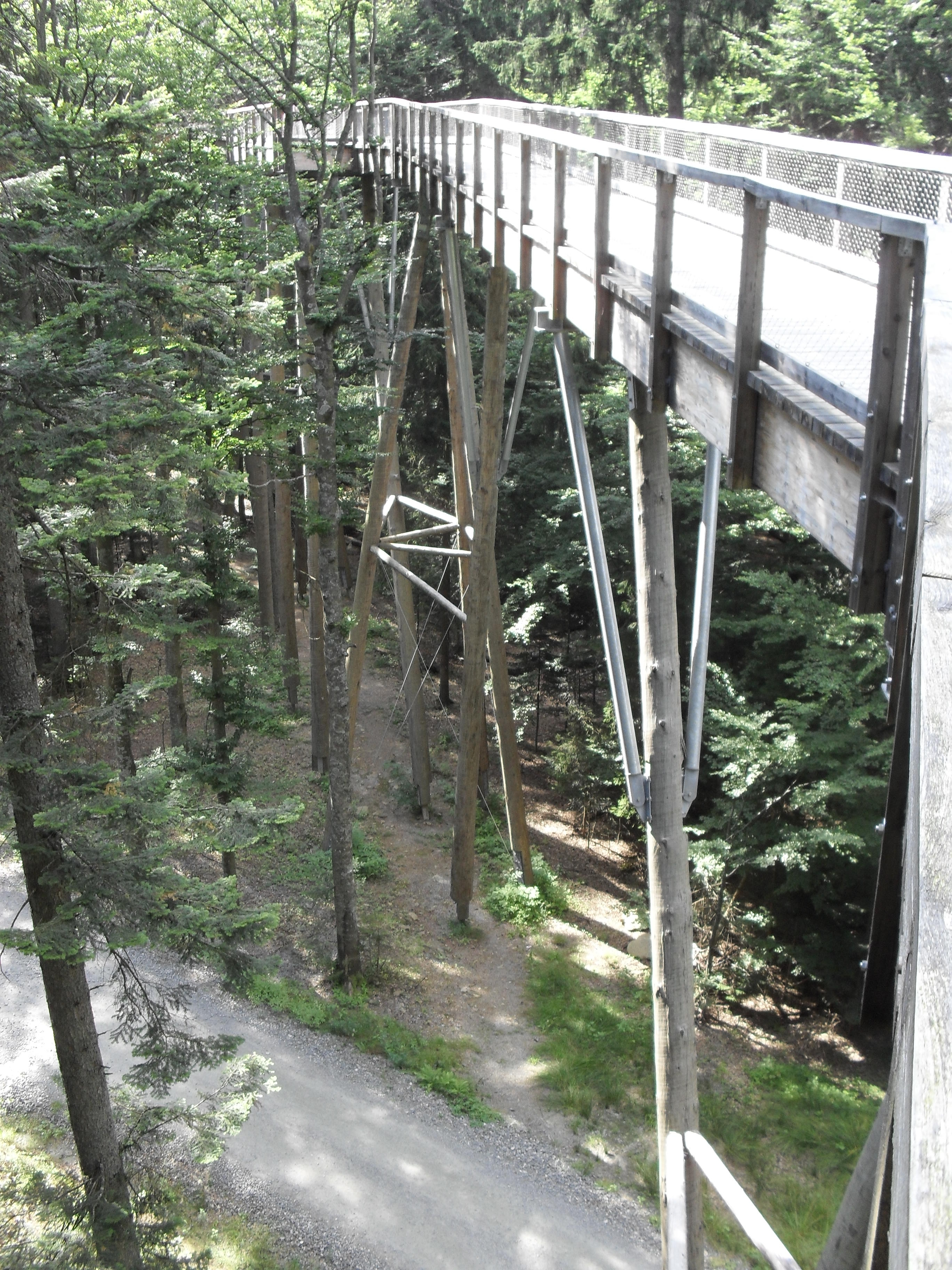